# Muiredach mac Ainbcellaich
Muiredach mac Ainbcellaich (mort el 771) va ser rei dels escots de Dál Riata del 733 al 736.

Fill gran d'Ainbcellach mac Ferchair, segons el Duan Albanach i les llistes reials, va regnar 3 anys1 durant els quals sembla que es va oposar tant a Alpin mac Echdach de Cenél Gabrain pel tron de Dál Riata com al poderós rei dels pictes Óengus I, que volia sotmetre els escots a la seva autoritat. Els Annals d'Ulster i els Annals de Tigernach resumeixen el seu regnat en dues dates:
733: "Muiredach mac Ainbcellaich assumeix el poder sobre Cenél Loairn".

736: “la batalla de Cnoc Cairpri a Calatfhos a Etarlinde entre Dalriada i Foirtriu. Talogarn mac Fergus (germà del rei pictes Óengus I), persegueix el fill d'Ainbcellach que fuig. Molts nobles cauen durant aquesta lluita».
Muiredach sembla que no va morir en aquesta lluita i que es va refugiar a Irlanda perquè els Annals dels quatre mestres registren l'any 771 la mort de Muireadhach mac Ainbhcheallach. Les llistes reials llatines, però, li atribueixen un fill i successor Eòganán mac Muiredaich.